# Hérouville-en-Vexin
Hérouville-en-Vexin (Hérouville fins al 2017) és un municipi francès situat al departament de la Val-d'Oise i a la regió d'Illa de França.
Forma part del cantó de Saint-Ouen-l'Aumône, del districte de Pontoise i de la Comunitat de comunes Sausseron Impressionnistes.
La població és coneguda pel seu castell, construït el 1740 per l'arquitecte Gaudot, de l'escola de Roma. Al segle xix era una fonda del camí entre Versalles i Beauvais, tenia un centenar de cavalls. En la dècada de 1970 Michel Magne hi va crear un estudi d'enregistrament on hi van passar noms com Cat Stevens, Pink Floyd, Eddy Mitchell, Elton John, Iggy Pop, Nino Ferrer, Jacques Higelin, Pierre Vassiliu, T. Rex, Claude Nougaro, Michel Polnareff, Salvatore Adamo, Gilbert Montagné, Jean-Christian Michel, David Bowie entre d'altres. Tot es va acabar el 1985 per manca de finançament.
L'1 de febrer de 2016, el consell municipal va prendre la decisió per canviar el nom de la ciutat per cridar "Hérouville-en-Vexin", després de noves investigacions històriques i evitar-se confondre amb Hérouville-Saint-Clair. Aquest canvi de nom va entrar en vigor mitjançant un decret del 22 de desembre de 2017.